# Gary Anderson
Gary Anderson (Musselburgh, 22 december 1970) is een Schots darter met als bijnaam The Flying Scotsman. Tijdens zijn opkomst weerklinkt doorgaans Jump Around van House of Pain. In het BDO-circuit vormde hij tijdens koppeltoernooien een duo met Gary Robson.  Anderson werd in januari 2015 voor het eerst in zijn carrière wereldkampioen darts. Dit huzarenstukje herhaalde hij een jaar later in 2016.

## BDO
Anderson begon zijn dartcarrière bij de BDO waar hij in 2001 het Welsh Open won van John Walton, hierdoor kwalificeerde hij zich automatisch voor de deelname in 2002, waar hij in de 1e ronde verloor van Stefan Nagy met 3–0.
Hoewel Anderson te boek stond als een zeer goede 'vloerspeler' won hij op 13 mei 2007 zijn eerste grote tv toernooi: de International Darts League, door in de finale Welshman Mark Webster met 13-9 in sets (best of 3 legs) te verslaan. Dit was zijn eerste zege op een BDO-grandslamtoernooi.
Op 9 september 2007 won Anderson zijn tweede grote tv-toernooi in vier maanden tijd: de World Darts Trophy. In de halve finale kwam hij met 4-1 achter te staan tegen Andy Hamilton, maar wist toch te winnen met 6-5. Vervolgens versloeg Anderson in de finale de machtige Phil "The Power" Taylor met 7-3.
In december 2007 won hij alweer zijn derde grandslamtitel in één jaar tijd in Nederland. Ditmaal wist hij de Zuiderduin Masters te winnen door in de finale na een 3-1-achterstand met 5-4 te winnen van Mark Webster. In december 2008 herhaalde hij dit door in de finale Scott Waites met 5-4 te verslaan.
In het World Professional Darts Championship 2008 werd hij in de eerste ronde uitgeschakeld door Fabian Roosenbrand.
Op 12 februari 2009 maakte hij zijn overstap bekend van de BDO naar de PDC

## PDC

### 2010
Bij zijn eerste WK 2010 bij de PDC haalde hij de tweede ronde: nadat hij Jamie Caven met 3-2 versloeg, werd hij door Ronnie Baxter met 4-0 verslagen.

### 2011
In 2011 verloor hij in het WK 2011 de finale van Adrian Lewis, nadat hij onder anderen Raymond van Barneveld (5-1) en Terry Jenkins (6-2) versloeg.
Op 19 mei 2011 won hij de Premier League Darts 2011 van Adrian Lewis in het Wembley Arena London. 

### 2012
In 2012 op het WK 2012 kwam hij tot de kwartfinales. Daarin verloor hij met 5-1 van Simon Whitlock. In de 1e ronde voorkwam hij op het nippertje een blamage tegen de onbekende Jyhan Artut (3-2 in sets). Hierna won Anderson een tijd geen grote toernooien en vloertoernooien meer.

### 2014
Op het WK 2014 werd Anderson in de derde ronde uitgeschakeld door Michael van Gerwen, de latere winnaar van het toernooi. Hij haalde op de World Matchplay 2014 de halve finale, waarin hij verloor van Phil Taylor (17-15). In de Premier League Darts 2014 behaalde hij eerder dat jaar al de halve finales, door een vierde plek te behalen in de eindstand.
Op de World Grand Prix 2014, een toernooi waarbij er geopend én gesloten moet worden met een dubbel, haalde Anderson de halve finale. Daarin gaf hij een 3-1 voorsprong in sets weg aan James Wade, die met 4-3 in sets van hem won en later de finale verloor van Michael van Gerwen. Anderson versloeg Brendan Dolan, Mickey Mansell en Kevin Painter, om de halve finales te bereiken. 
Op het European Darts Championship 2014 werd Anderson in de eerste ronde uitgeschakeld door Terry Jenkins, die uiteindelijk als tweede eindigde. Anderson behield zijn zevende plek op de wereldranglijst, maar zag zijn naaste concurrenten dichterbij komen en uitlopen. 
Anderson won op 30 november 2014 de finale van de Players Championship Finals met 11-6 van Adrian Lewis. Hij gooide over het gehele toernooi een gemiddelde van 104. Door dit resultaat steeg Anderson van plek 7 naar plek 4 op de wereldranglijst. Hiermee plaatste hij zich voor deelname aan alle toernooien van de PDC.

### 2015
Anderson won op 4 januari 2015 het WK 2015 en daarmee zijn eerste wereldtitel. In de finale versloeg hij Phil Taylor met 7-6. Hij kwam 3-1 en 5-3 voor, maar zag Taylor steeds terugkomen. In de laatste set wint Anderson met 3-0. Hij gooide een toernooigemiddelde van boven de 100 en stijgt naar de 3e plek op de wereldranglijst. 
De eerste 2 partijen in de Premier League 2015 won Anderson, in de eerste partij versloeg hij Phil Taylor met 7-5, de tweede wedstrijd won hij met 7-1 van Peter Wright. In de halve finale versloeg hij Dave Chisnall met 10-9. Chisnall miste 3 pijlen voor de overwinning, waarna Anderson een 116-finish wierp om alsnog te winnen. In de finale won hij met 11-7 van de Nederlandse Michael van Gerwen, met een gemiddelde van 105. Van Gerwen was niet scherp genoeg en miste veel dubbels. Het was voor Anderson de tweede keer dat hij de Premier League won en een vervolg van zijn goede vorm sinds de zomer van 2014.
De World Matchplay Darts 2015 eindigde voor Anderson in mineur. Hij verloor al in de 2e ronde van de Oostenrijker Mensur Suljović. Anderson miste veel dubbels en scorend was het niet goed genoeg om de uitschakeling te voorkomen. Anderson herpakte zich echter snel en won een vloertoernooi in oktober 2015. Ook in het European Darts Championship 2015 in oktober/november 2015 gooide Anderson uitstekende wedstrijden. Hij verloor de finale uiteindelijk met 11-10 van Michael van Gerwen in een spectaculaire partij, waarin beide spelers boven de 103 gemiddeld gooiden.

### 2016
Het WK 2016 van Gary begint in de eerste ronde tegen de qualifier Andy Boulton, die eenvoudig aan de kant wordt gezet door "The Flying Scotsman". Hij treft in de derde ronde "The Dutch Destroyer" Vincent van der Voort, waar hij van won met 4-0. Hierna komt hij tegenover "The Machine" James Wade te staan, Wade komt er niet aan te pas en Anderson wint met 5-1 en een gemiddelde van 105.25. Dan komt hij de tweede Nederlander tegen, de "Cobra" Jelle Klaasen. Anderson gaat als een raket van start, gooit in de derde leg van de eerste set een 9-darter en zet Klaasen met 6-0 aan de kant. In de finale treft hij dan "Jackpot" Adrian Lewis en het is een spannende partij tussen twee wereldkampioenen (Lewis 2011 & 2012 en Anderson 2015), maar uiteindelijk overwint Anderson met 7-5 en prolongeert daarmee zijn titel bij het PDC WK Darts.

### 2018
Op het PDC World Darts Championship 2019 haalt Anderson de halve finale, waar hij op 30 december met 6-1 in sets verliest van Michael van Gerwen.

### 2021
Op het PDC World Darts Championship 2021 haalde Anderson de finale, waar hij verloor van Gerwyn Price.

### 2022
Op het PDC World Darts Championship 2022 haalde Anderson de halve finale, waar hij verloor van Peter Wright (darter).

### 2023
Anderson werd op het PDC World Darts Championship 2023 snel uitgeschakeld door Chris Dobey in de derde ronde. Bij The Masters (darts) 2023 verloor hij van Rob Cross in de tweede ronde. Anderson verloor met 10-6, ondanks 111 gemiddeld te gooien. Cross gooide nog beter, namelijk 112 gemiddeld. Bij elkaar opgeteld zijn het de beste gemiddeldes bij de Masters ooit. 
Anderson beleefde een zeer succesvol jaar op de Pro Tour. Hij wist 5 finales van Players Championship-toernooien te halen, waarvan hij er 3 won. Op de World Matchplay verloor hij in de tweede ronde van Daryl Gurney, nadat hij in de eerste ronde van Dave Chisnall had gewonnen. Op de World Grand Prix versloeg hij José de Sousa in de eerste ronde, om in de tweede ronde te verliezen van Andrew Gilding.

### 2024
Met de European Darts Grand Prix won Anderson zijn eerste toernooi op de European Tour in tien jaar tijd. Hij passeerde Ross Smith met een uitslag van 8-6 in de finale.
Door op de Grand Slam of Darts in zijn groep met Ryan Joyce, Michael van Gerwen en Noa-Lynn van Leuven al zijn partijen te winnen, plaatste Anderson zich voor de knock-outfase. Daarin passeerde hij Stephen Bunting en Gian van Veen om de halve finale te halen, waarin Luke Littler in een allesbeslissende leg aan hem voorbijging.

### 2025
Anderson verdedigde in mei met succes zijn titel op de European Darts Grand Prix, wat zijn derde European Tour-titel betekende. Hij versloeg Andrew Gilding met 8-0 in de finale.

## Gespeelde finales hoofdtoernooien

### BDO
| Resultaat | Nr. | Jaar | Kampioenschap              | Tegenstander | Score  | Variant |
| Winnaar   | 1.  | 2007 | World Darts Trophy         | Phil Taylor  | 7 – 3  | Sets    |
| Winnaar   | 2.  | 2007 | International Darts League | Mark Webster | 13 – 9 | Sets    |
| Winnaar   | 3.  | 2007 | Zuiderduin Masters         | Mark Webster | 5 – 4  | Sets    |
| Winnaar   | 4.  | 2008 | Zuiderduin Masters         | Scott Waites | 5 – 4  | Sets    |

### PDC
| Resultaat | Nr. | Jaar | Kampioenschap                | Tegenstander          | Score   | Variant |
| Runner-up | 1.  | 2011 | PDC World Darts Championship | Adrian Lewis          | 5 – 7   | Sets    |
| Runner-up | 2.  | 2011 | Players Championship Finals  | Phil Taylor           | 12 – 13 | Legs    |
| Winnaar   | 3.  | 2011 | Premier League Darts         | Adrian Lewis          | 10 – 4  | Legs    |
| Runner-up | 4.  | 2011 | Grand Slam of Darts          | Phil Taylor           | 4 – 16  | Legs    |
| Winnaar   | 5.  | 2014 | Players Championship Finals  | Adrian Lewis          | 11 – 6  | Legs    |
| Winnaar   | 6.  | 2015 | PDC World Darts Championship | Phil Taylor           | 7 – 6   | Sets    |
| Winnaar   | 7.  | 2015 | Premier League Darts         | Michael van Gerwen    | 11 – 7  | Legs    |
| Runner-up | 8.  | 2015 | European Darts Championship  | Michael van Gerwen    | 10 – 11 | Legs    |
| Winnaar   | 9.  | 2016 | PDC World Darts Championship | Adrian Lewis          | 7 - 5   | Sets    |
| Runner-up | 10. | 2017 | PDC World Darts Championship | Michael van Gerwen    | 3 – 7   | Sets    |
| Runner-up | 11. | 2017 | Champions League of Darts    | Mensur Suljović       | 9 – 11  | Legs    |
| Winnaar   | 12. | 2018 | UK Open                      | Corey Cadby           | 11 – 7  | Legs    |
| Winnaar   | 13. | 2018 | World Matchplay Darts        | Mensur Suljović       | 21 – 19 | Legs    |
| Winnaar   | 14. | 2018 | Champions League of Darts    | Peter Wright          | 11 – 4  | Legs    |
| Runner-up | 15. | 2018 | Grand Slam of Darts          | Gerwyn Price          | 13 – 16 | Legs    |
| Runner-up | 16. | 2020 | World Matchplay Darts        | Dimitri Van den Bergh | 10 – 18 | Legs    |
| Runner-up | 17. | 2021 | PDC World Darts Championship | Gerwyn Price          | 3 – 7   | Sets    |

## Nine-dart finishes
| Datum          | Tegenstander  | Toernooi                     | Methode                         | Prijs   |
| -------------- | ------------- | ---------------------------- | ------------------------------- | ------- |
| 8 juni 2012    | David Dodds   | UK Open                      | 3 x T20; 3 x T20; T20, T19, D12 | £10.000 |
| 2 januari 2016 | Jelle Klaasen | PDC World Darts Championship | 3 x T20; 3 x T20; T20, T19, D12 | £15.000 |
| 26 juli 2018   | Joe Cullen    | World Matchplay Darts        | 3 x T20; 3 x T20; T20, T19, D12 | £45.000 |

## Resultaten op wereldkampioenschappen

### BDO
- 2002: Laatste 32 (verloren van Stefan Nagy met 0-3)
- 2003: Halve finale (verloren van Ritchie Davies met 2-5)
- 2004: Laatste 32 (verloren van Tony O'Shea met 0-3)
- 2005: Laatste 32 (verloren van Raymond van Barneveld met 0-3)
- 2006: Laatste 16 (verloren van Raymond van Barneveld met 1-4)
- 2007: Laatste 32 (verloren van Albertino Essers met 2-3)
- 2008: Laatste 32 (verloren van Fabian Roosenbrand met 2-3)
- 2009: Kwartfinale (verloren van Tony O'Shea met 2-5)

### WDF

#### World Cup
- 2001: Laatste 32 (verloren van Jarkko Komula met 2-4)
- 2003: Laatste 16 (verloren van Ritchie Davies met 3-4)
- 2005: Laatste 32 (verloren van Per Laursen met 1-4)

### PDC
- 2010: Laatste 32 (verloren van Ronnie Baxter met 0-4)
- 2011: Runner-up (verloren van Adrian Lewis met 5-7)
- 2012: Kwartfinale (verloren van Simon Whitlock met 1-5)
- 2013: Laatste 16 (verloren van Raymond van Barneveld met 0-4)
- 2014: Laatste 16 (verloren van Michael van Gerwen met 3-4)
- 2015: Winnaar (gewonnen in de finale van Phil Taylor met 7-6)
- 2016: Winnaar (gewonnen in de finale van Adrian Lewis met 7-5)
- 2017: Runner-up (verloren van Michael van Gerwen met 3-7)
- 2018: Kwartfinale (verloren van Phil Taylor met 3-5)
- 2019: Halve finale (verloren van Michael van Gerwen met 1-6)
- 2020: Laatste 16 (verloren van Nathan Aspinall met 2-4)
- 2021: Runner-up (verloren van Gerwyn Price met 3-7)
- 2022: Halve finale (verloren van Peter Wright met 4-6)
- 2023: Laatste 32 (verloren van Chris Dobey met 1-4)
- 2024: Laatste 16 (verloren van Brendan Dolan met 3-4)
- 2025: Laatste 64 (verloren van Jeffrey de Graaf met 0-3)

## Resultaten op de World Matchplay
- 2009: Laatste 16 (verloren van James Wade met 7-13)
- 2010: Laatste 16 (verloren van Jelle Klaasen met 12-14)
- 2011: Laatste 32 (verloren van Andy Hamilton met 6-10)
- 2012: Laatste 32 (verloren van Dean Winstanley met 11-13)
- 2013: Laatste 16 (verloren van James Wade met 9-13)
- 2014: Halve finale (verloren van Phil Taylor met 15-17)
- 2015: Laatste 16 (verloren van Mensur Suljović met 9-13)
- 2016: Halve finale (verloren van Phil Taylor met 8-17)
- 2017: Laatste 16 (verloren van Daryl Gurney met 9-11)
- 2018: Winnaar (gewonnen in de finale van Mensur Suljović met 21-19)
- 2019: Laatste 16 (verloren van Mervyn King met 8-11)
- 2020: Runner-up (verloren van Dimitri Van den Bergh met 10-18)
- 2021: Laatste 16 (verloren van Nathan Aspinall met 9-11)
- 2022: Laatste 32 (verloren van Daryl Gurney met 7-10)
- 2023: Laatste 16 (verloren van Daryl Gurney met 4-11)
- 2024: Laatste 32 (verloren van Michael Smith met 5-10)
- 2025: Laatste 16 (verloren van Stephen Bunting met 10-12)